# Gottfried Uwe Richter
Gottfried Uwe Richter (* 24. September 1930 in Offenbach/Main; † 8. August 1977 in Berlin) war ein deutscher Zeichner und Grafiker.

## Leben
Gottfried Uwe Richter war der Sohn des Malers Gottfried Richter (1904–1968) und bereits mit 16 Jahren Schüler bei Max Pechstein an der Hochschule für Bildende Künste Berlin. Nach seiner Übersiedlung nach Ost-Berlin 1951 war er bis 1954 Meisterschüler bei Max Lingner an der Deutschen Akademie der Künste. Später bildete er zusammen mit Rita Preuss und Ernst Schroeder eine Ateliergemeinschaft. Richter war Mitglied des Verbands Bildender Künstler der DDR. Er betätigte sich vor allem als Karikaturist. Nach anfänglichen bemerkenswerten Erfolgen musste er infolge einer Erkrankung seine Tätigkeit beenden.

## Werke
- Kreatur Mensch. (Federzeichnungen; publiziert als Mappe mit 17 Reproduktionen von Federzeichnungen im Horst Boettcher Kunstverlag, Berlin 1947. Reihe Neue Grafik)

## Ausstellungen (Auswahl)
- 1948: Berlin ("Archivarion")
- 1953: Berlin, Pergamon-Museum („Junge Grafik“)
- 1953 und 1958: Dresden, Dritte Deutsche Kunstausstellung[1]
- 1955: Berlin, Galerie Franz